# Endemische syfilis
Endemische syfilis, bejel (of bechel) is een treponematose. Deze chronische huidaandoening die vooral voorkomt in Afrika en Azië (onder andere in de Arabische landen) ontstaat voornamelijk bij kinderen. De ziekte ontstaat door een infectie met Treponema pallidum (een spirocheet).  Bacteriologisch kan ze niet van de gewone syfilis onderscheiden worden.

## Besmetting
Besmetting kan optreden door het delen van eet- of drinkgerei. De incubatietijd is 2 weken tot 3 maanden. De patiënt is besmettelijk totdat de vochtige huidafwijkingen en plekken op de slijmvliezen verdwenen zijn. Dit kan enkele weken tot maanden duren.

## Symptomen
De verschijnselen bestaan uit zweervorming op huid en slijmvliezen en in een later stadium uit aantasting van de botten. In tegenstelling tot de gewone syfilis treedt zelden aantasting van de hersenen, ingewanden, bloedvaten of het ontstaan van aangeboren afwijkingen op.